# ロングイェールビーン
ロングイェールビーン（ノルウェー語: Longyearbyen ノルウェー語発音: [ˈlɔŋjiːrbyːən]、ロシア語: Лонгйир）は、ノルウェー領スヴァールバル諸島にある町。スピッツベルゲン島西部のイース・フィヨルド南岸に面している。人口は2040人(2008年)でスヴァールバル諸島人口の大半を占め、1000人以上の人口を有する町の中では、世界で最も北にある。かつては炭鉱町だったが、現在では観光・教育・研究にも重点が置かれている。長らくスヴァールバル総督府を通した政府直轄管理が行われていたが、2002年に基礎自治体に相当する地域行政府(lokalstyre)が成立した。ロングイールビュエンとも呼ばれる。また、スカンジナビア航空の日本語サイトではロングヤービーエンと表記されている。
町の名は「ロングイェールの町」の意。ロングイェールとはスヴァールバル諸島で炭鉱経営を行ったアメリカ人実業家ジョン・マンロー・ロングイヤー(en)のことである。

## 地理

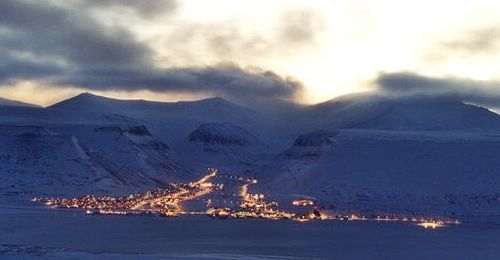
対岸ヒョルス山(Hiorthfjellet)から望むロングイェールビーン。手前はアドベント湾、奥はロングイェール谷。

ロングイェールビーンはスピッツベルゲン島の西から中央にかけて大きく入り込んだイース・フィヨルドの南側に位置している。イース・フィヨルドの中程南側、南西からアドベント湾に注ぐロングイェール川の両岸にまたがる形で町が広がっている。上流側からNybyen、Sverdrupbyen、Haugen、Lia、Gamle Longyearbyen、Skjæringaなどの地区がある。
イース・フィヨルド南岸を西に36km行ったところにロシア人による炭鉱町バレンツブルクがあるが、道路は通じていない。

### 地質
典型的なU字谷であるロングイェール谷に位置している。谷の最奥部には氷河が残っており、両側は台地になっている。谷の崖面には砂岩や頁岩からなる第三紀の地層が露出しており、その下にわずかに傾いた石炭層がある。

### 生物相
スヴァールバルの中でも気候が穏やかな地域であり、同緯度の他地域と比べて生物学的多様性が大きくレッドリスト所収の希少種も多く存在する。ロングイェールビーン議会の依頼に基づき行われたNorsk institutt for naturforskning（NINA; ノルウェー自然科学研究機構）による多様性調査（2007年）によれば、ノルウェーのレッドリストもしくはカテゴリー3（スヴァールバルで1～4か所しか知られていない）に属する希少種は178種あり、その内訳は菌類（100種）や地衣類（44種）が多く、他にコケ植物（18種）と維管束植物（16種）とが挙げられている。
スヴァールバルの自然は気候や地質学的過程と生物の分布拡大によって作られたものである。しかし人類の活動もまたロングイェールビーンの植生や景観に影響を与えており、特に養分が供給されることで草がよく茂るようになっている。1990年代の「ロングイェールビーン緑化計画」により中心部の坂道に種が蒔かれ、この部分は緑で覆われるようになったが、そのせいで外来遺伝資源が持ち込まれた。その後2002年のスヴァールバル環境保護法により自生可能な生物の持ち込みは規制された。
周辺にはスヴァールバルトナカイ、スヴァールバルライチョウ、ホッキョクギツネなどが居る。川、池、湿地などは鳥類の生息繁殖地となっている。ホッキョクギツネの生息地はBjørndalen、Nybyen、教会の後背地が登録されている。狩猟解禁期であってもロングイェールビーン一帯でのホッキョクギツネのハンティングは禁止されている。

### 気候
島の西側を流れる暖流と頻繁に通過する低気圧の影響で、ロングイェールビーンの気候は同緯度の地域と比べて穏やかである。ロングイェールビーンへと通じるイース・フィヨルドは冬でもほとんど凍らないため、北極海航路における重要な拠点の一つにもなっている。しかしそれでも冬季は寒さが非常に厳しく、夏季でも月平均気温が7°Cというツンドラ気候であり、年平均気温は-4°C、植物の生長可能期間（5°C以上になる日数）は70日でしかない。冬には強風が、夏には霧がよく出る。
ノルウェー本土で最も乾燥した地域と比べてもなお降水量が少なく、年間190mm（スヴァールバル空港）というノルウェーの降雨観測所における最少記録がある。スヴァールバル諸島での降水はバレンツ海から吹く極東風に依っているため、スピッツベルゲン島南東部での降水量はロングイェールビーンの3倍になる。
北緯約80度という位置のため、一年の大部分が白夜か極夜になる。白夜は4月20日から8月23日までであり、夏至の太陽高度は一日中11°～35°の間にある。暗期（Mørketiden, 太陽が昇らない、いわゆる極夜）は10月26日から2月15日までであり、このうち11月11日から1月30日までは薄明にもならないためずっと夜が続く（ノルウェー語ではこちらをpolarnatt「極夜」と呼ぶ）。暗期には晴れていれば頻繁にオーロラを観測できる。
| ロングイェールビーンの気候       | ロングイェールビーンの気候 | ロングイェールビーンの気候 | ロングイェールビーンの気候 | ロングイェールビーンの気候 | ロングイェールビーンの気候 | ロングイェールビーンの気候 | ロングイェールビーンの気候 | ロングイェールビーンの気候 | ロングイェールビーンの気候 | ロングイェールビーンの気候 | ロングイェールビーンの気候 | ロングイェールビーンの気候 | ロングイェールビーンの気候 |
| 月                               | 1月                        | 2月                        | 3月                        | 4月                        | 5月                        | 6月                        | 7月                        | 8月                        | 9月                        | 10月                       | 11月                       | 12月                       | 年                         |
| -------------------------------- | -------------------------- | -------------------------- | -------------------------- | -------------------------- | -------------------------- | -------------------------- | -------------------------- | -------------------------- | -------------------------- | -------------------------- | -------------------------- | -------------------------- | -------------------------- |
| 平均最高気温 °C （°F）           | −13.0 (8.6)                | −13.0 (8.6)                | −13.0 (8.6)                | −9.0 (15.8)                | −3.0 (26.6)                | 3.0 (37.4)                 | 7.0 (44.6)                 | 6.0 (42.8)                 | 1.0 (33.8)                 | −4.0 (24.8)                | −8.0 (17.6)                | −11.0 (12.2)               | −4.7 (23.45)               |
| 平均最低気温 °C （°F）           | −20.0 (−4)                 | −21.0 (−5.8)               | −20.0 (−4)                 | −16.0 (3.2)                | −7.0 (19.4)                | −1.0 (30.2)                | 3.0 (37.4)                 | 2.0 (35.6)                 | −3.0 (26.6)                | −9.0 (15.8)                | −14.0 (6.8)                | −18.0 (−0.4)               | −10.3 (13.4)               |
| 降水量 mm （inch）               | 22.0 (0.866)               | 28.0 (1.102)               | 29.0 (1.142)               | 16.0 (0.63)                | 13.0 (0.512)               | 18.0 (0.709)               | 24.0 (0.945)               | 30.0 (1.181)               | 25.0 (0.984)               | 19.0 (0.748)               | 22.0 (0.866)               | 25.0 (0.984)               | 271 (10.669)               |
| 出典：Longyearbyen Climate Guide |                            |                            |                            |                            |                            |                            |                            |                            |                            |                            |                            |                            |                            |

## 歴史
スヴァールバル諸島は1596年にオランダ人探検家のウィレム・バレンツが発見した。17世紀前半、ヨーロッパ各国がスヴァールバル諸島での捕鯨権をめぐって抗争になった。その後デンマーク＝ノルウェーとイギリスが領有権を主張したが、どちらも実効支配することはなく無主地のままであった。

### 炭鉱以前
19世紀にアドベント湾を訪れた人々は、主に観光目的だった。最初の旅行記は1807年に遡り、それ以来、小型船の所有者や船を借りた者たちが多く訪れている。1893年にはハンブルク・アメリカ航路の客船コロンビア（7600トン）がアドベント湾を訪れている。これは100人の乗客と17人編成のオーケストラを乗せた豪華な客船だった。ノルウェーの船主でスヴァールバールへの観光船を運航する者もあったが、外国籍の船の方が数は多かった。1896年、現在空港がある近くのHotellneset（ホテル岬の意）にホテルが建てられた。経営者はVesteraalens汽船会社でノルウェー沿岸航路を確立したRichard Withであった。
17世紀の捕鯨時代にはすでにスヴァールバルに石炭鉱床があることは知られていたが、トロムソ出身の船乗りツァハリアセン(Søren Zachariassenがこの島の石炭産業の先駆者だと考えられている。ツァハリアセンは1899年の夏にイース・フィヨルドを挟んで北側のBohemannesetなどから60立方メートルの石炭をトロムソへ運んだ。ただツァハリアセンの石炭はモナコ大公アルベール1世の遊行船で使われたりもしているが、結局彼は経済的な利益を上げることはできなかった。

### アメリカ時代

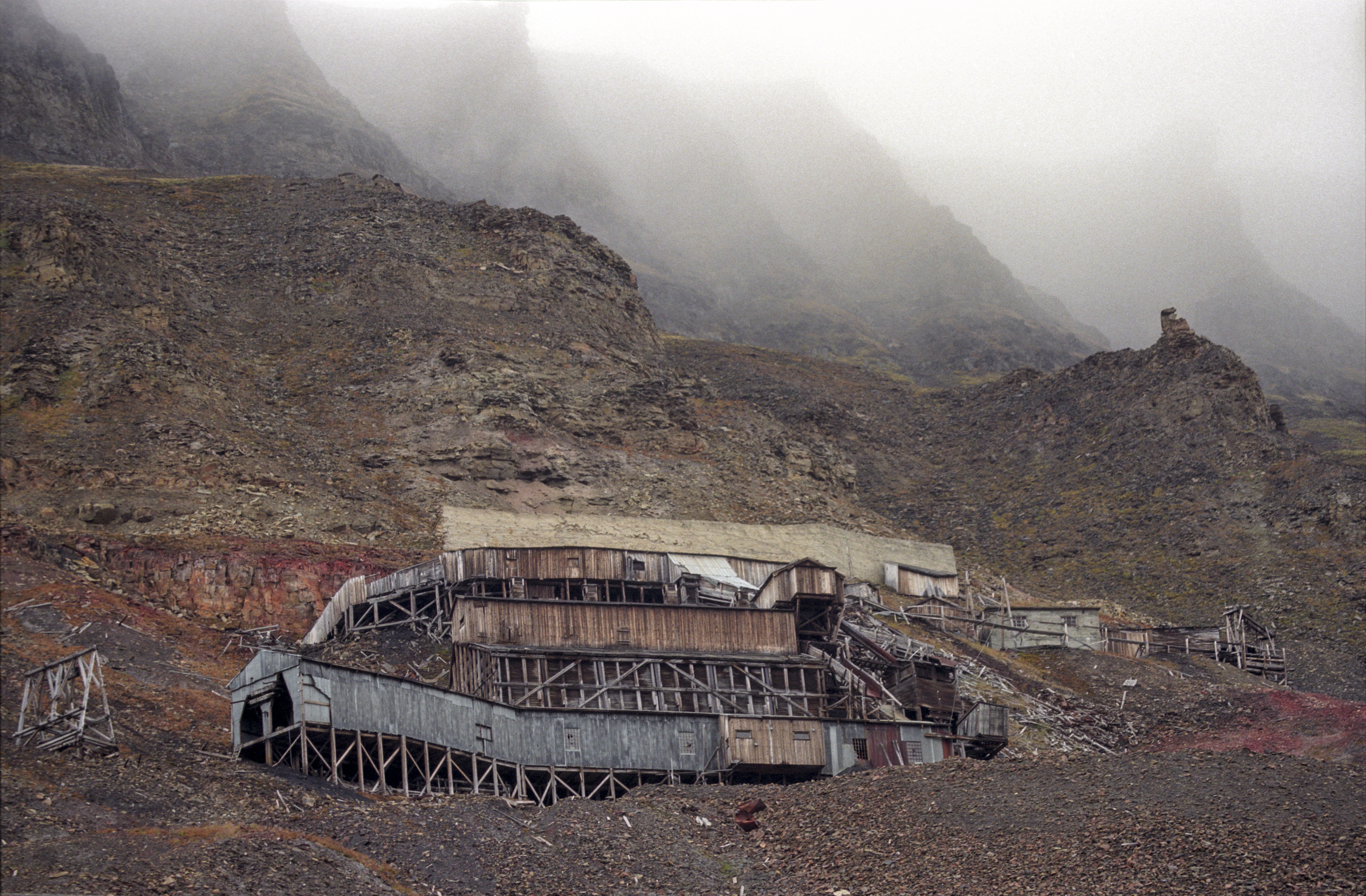
炭鉱2b「サンタクロース」

アメリカ人実業家ジョン・マンロー・ロングイヤーとフレデリック・エイヤー（Frederick Ayer）が設立した北極石炭会社が操業していた10年間（1906年～1915年）を「アメリカ時代」と呼ぶ。
1900年、トロンハイムの実業家ネス(Henrik Næss)ほか3人がKulkompagniet Trondhjem-Spitsbergen（トロンハイム・スピッツベルゲン石炭会社）を設立し、この地の石炭鉱床を占有するために8名の人間を送り込んだ。しかしほぼ同時期に石炭採鉱に詳しい外国人らが周辺の石炭鉱床を占有し争奪戦を繰り広げていたため、ネスらは権利や資産を売って撤退することにした。
一方ロングイヤーは、1901年家族とともにミシガンからスヴァールバル諸島への船旅をし、スピッツベルゲン島南部の炭鉱やアドベント湾近くの石炭露頭を見て興味を持っていた。彼は1903年に再びアドベント湾を訪れ、ネスの会社がHotellneset近くで採集したサンプルをアメリカに持ち帰った。石炭は良質で事業可能性はあったが、法的な条件が不明瞭な地に投資することには躊躇した。1904年ノルウェー外務省がスピッツベルゲン島は無主の地であると確認した後に契約が成立。ロングイヤーとエイヤーはボストンに北極石炭会社(The Arctic Coal Company; ACC)を設立し、ネスの会社は18000クローネの現金と北極石炭会社の株式50000クローネを得た。
当初採鉱事業はロングイヤーの甥マンロー(William D. Munroe)に任されていた。マンローは1905年に現地調査を行い、翌1906年にHotellnesetのホテルに陣取って作業をはじめ、バラックやリフトを設置し石炭層65メートルほどを採掘した。ところが1907年にマンローが難破して死亡したため、ロングイヤーがボストンから文書と電信で指示を出し実質的に採鉱に関わることになる。1910年頃には非公式ながらしばしばLongyear Cityと呼ばれるようになり、これが現在のロングイェールビーンの名の由来（byenはノルウェー語で街の意）である。
鉱夫は通年で200～300名、夏場にはその倍が働いており、その大部分はノルウェー本土やスウェーデンから来ていた。鉱夫たちの住環境は劣悪で、供給が乏しいことから食事や衛生状態もひどく、単に本土の採鉱場や建設現場より賃金がよいというだけの理由で集まっていた。一方管理するのはイギリス人やアメリカ人であり、文化の違いから不満が募った。1912年夏には、サンディカリスムを信奉するスウェーデン人が中心となって大規模なストライキが起きた。
1913年夏には年間産出量が3万トンになり、第2炭鉱も開削された。しかし技術的な問題、低下する石炭価格、労働争議、あるいは船の管理、資産税、電信中継局といったノルウェー当局との間の問題に悩まされ、大幅な赤字ですぐに利益が出る見込みもなかった。そのうえ第一次世界大戦がはじまると、銀行が融資をやめ、補修部品が入手困難になり、食料価格も上昇した。結局1915年9月に北極石炭会社は操業をやめ全ての従業員を解雇した。10年間に350万クローネ が投資され総産出量は20万トンだった。

### ノルウェー時代
1916年北極石炭会社がノルウェー資本に売却され、大ノルウェー・スピッツベルゲン石炭会社(Store Norske Spitsbergen Kullkompani; SNSK)が経営するようになった。当時SNSKは私企業であったが、ノルウェー政府に経済的に依存していた。さらにスヴァールバル条約によってノルウェーの領有権が確立したことで、名実共にノルウェー時代の幕開けとなる。
ロングイヤー・シティの操業が止まった後、ノルウェー中央銀行(Centralbanken for Norge)や地質学専門家Adolf Hoelといった様々な関係者が参加しその資産を売却することになった。
1916年、ノルウェーの8つの銀行、電気化学工業のElkemとHydro、そして首相のグンナル・クヌードセンを株主とするノルウェー・スピッツベルゲン・シンジケート(Det Norske Spitsbergensyndikat)が設立され、北極石炭会社を350万クローネで買収する。さらにロシア資本が目を付けていたGrønfjordenの操業権も買収し、スピッツベルゲン島に合わせて1200 km²を獲得した。これはスヴァールバル諸島に対するノルウェーの経済的支配権を固める意味できわめて重要な取引だった。しかしあくまで権利を買うために作られたシンジケートであって、採鉱活動を実施することは意図されていなかったので、SNSKが設立されてこれに資産を売却した。
第一次世界大戦のため石炭価格が高騰しており、SNSKの経営は当初好調だった。最初の年の利益は100万クローネであり、配当金が支払われた。しかし1920年に第1炭鉱で粉塵爆発が起きて操業を続けられなくなると、SNSKは深刻な経営危機に陥ってノルウェー政府からの経済的支援が必要になった。このころSNSKに限らず各社は石炭産出について非常に楽観的だった。政治的経済的な動機があったことも理由の1つだが、鉱床探査や操業条件の見積もりが不正確であったこともある。そのため戦後石炭価格が低下すると、多くの企業が負債を作ることになった。しかしノルウェーのスヴァールバル諸島の領有権は確定しておらず、領有権を主張するために存在感を示すことが重要だったため、政府は各社を援助した。1925年にスヴァールバル条約が発効すると、ノルウェー当局は世界的な不況を鑑みてSNSKのロングイェールビーンでの活動に集中することに決め、BjørnøenやKings Bay Kull Companiといったノルウェーの石炭会社は操業を停止した。

### 第二次世界大戦

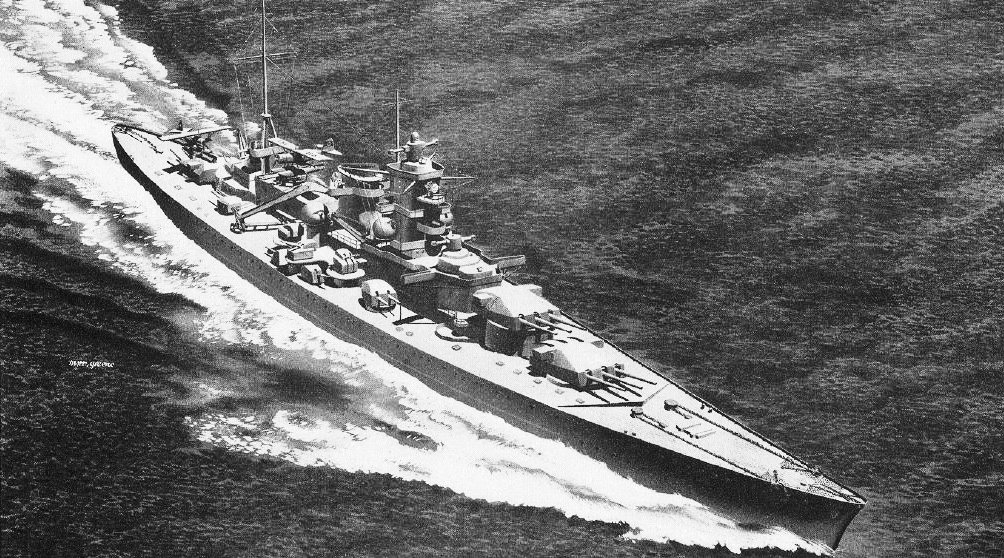
1943年9月8日にロングイェールビーンを砲撃した戦艦シャルンホルスト。この艦は同年12月26日にノールカップの北およそ60海里で12基の魚雷により沈められ、1800名の乗組員のうち救助されたのは36名のみだった。

第二次世界大戦中、ロングイェールビーンの炭鉱は1941年夏まで通常どおり操業していた。しかし1941年9月3日、在ロンドン・ノルウェー亡命政府と連合国軍の決定によりスヴァールバルの住民は全員イギリスに避難した。同時に石炭や石油の備蓄、発電所や無線局といった戦略的な対象は破壊された。
翌1942年春に自由ノルウェー軍はロングイェールビーンの炭鉱を再開させるフリサム作戦を実行する。この作戦の参加者の多くはかつての炭鉱労働者たちであり、指揮官はSNSKの社長であったアイナル・スヴェルドルップ中佐だった。しかし輸送船はバレンツブルク沖でドイツ空軍の爆撃をうけ、スヴェルドルップほか12名が死亡。生き残った70名はバレンツブルクで越冬し、翌1943年7月にようやく救助された。連合国軍は増援部隊を送りロングイェールビーンなどに駐留することになった。
一方ドイツ海軍は1943年9月シチリア作戦を実行。戦艦ティルピッツとシャルンホルスト、駆逐艦9隻を送り、スピッツベルゲン島を9月6日から9日まで占拠した。ロングイェールビーンは9月8日の戦艦シャルンホルストの砲撃により火が付き、最も奥にあった集落Sverdrupbyen以外は焼けてしまった。
戦争被害によりSNSKはさらなる経営危機に見舞われ、社長のHilmar Rekstenはノルウェー政府が戦争被害を代償すべきだと主張した。そこで1943年1944年1946年には政府が融資をし、1945年の民間融資には政府保証をつけた。1948年、SNSKに対し1650万クローネの戦災保険が支払われ、ロングイェールビーンの炭鉱は操業を再開する。操業の合理化に取り組んだ結果、1963年には石炭産出量は年間40万トン近くになり、これは20年ほどで枯渇するペースだった。そのため1970年代になるとSveagruvaの石炭鉱床の調査がはじまった。

### 近代化

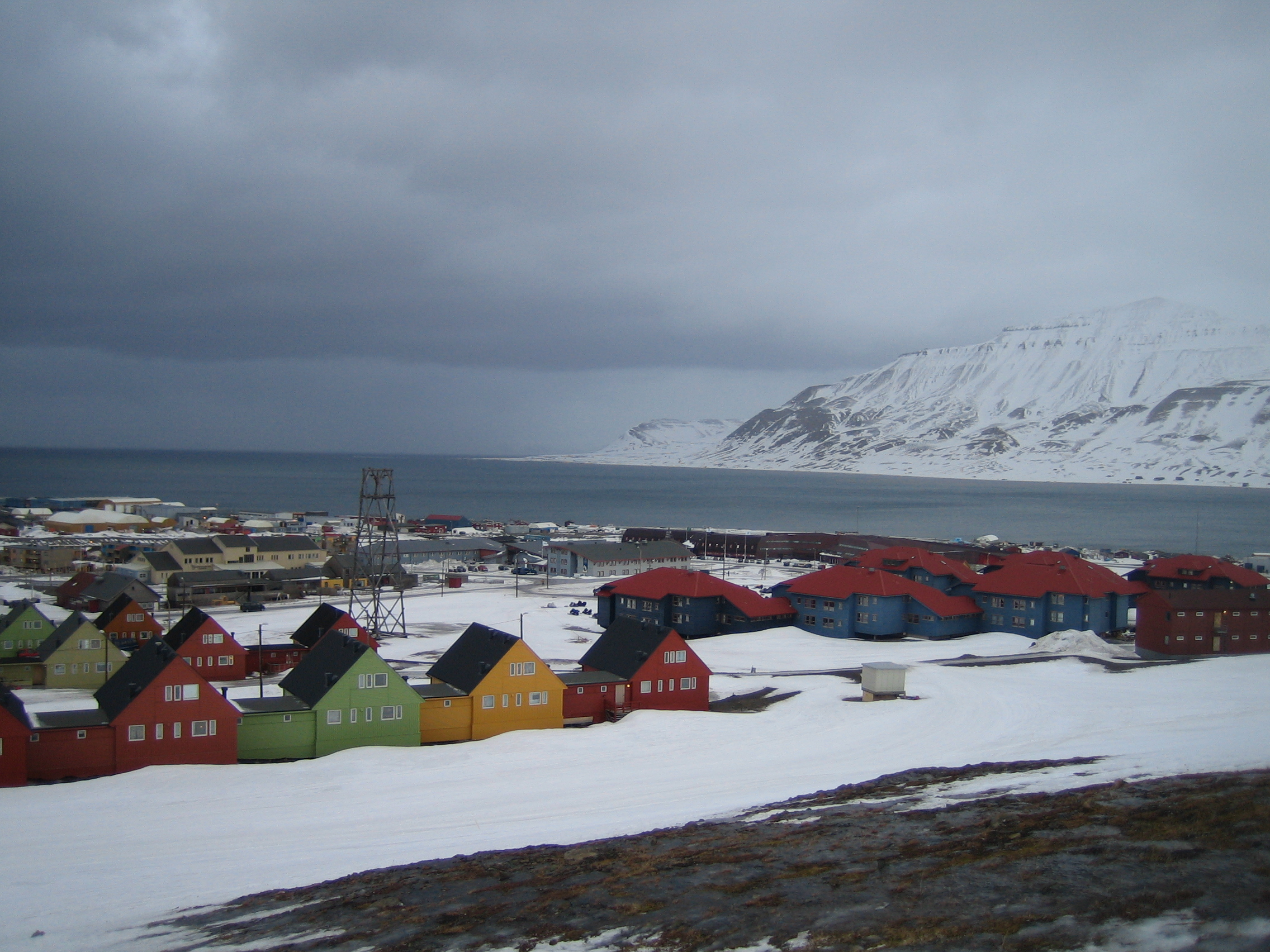
街並み

20世紀前半のロングイェールビーンは私企業SNSKによる企業統治が行われていた。石炭を採掘することだけでなく、住居や食品日用品の供給、通信手段の整備なども経営のうちであった。一方ほとんどの従業員が家族を本土に残してきており、労働者がバラック小屋で暮らす男社会であった。つまり石炭産出だけを目的とした社会であり、そこへの投資はSNSKにとっての必要性とSNSKの経済力とで決まっていたのである。1925年に領有権が確定した際にも、スヴァールバルを独立の県ないし自治体にするという提案は国会で支持されず、代わりに政府の代理人たる総督による特別な行政体制が選ばれた。1960年代を待たずに近代化・民主化の要求が出始めたが、開発をコントロールするという点が重視され、地方自治の導入は時勢に合わないと考えられた。
1970年代になるとノルウェー政府はスヴァールバルの統治に力を入れ始める。1971年、中央および当地の行政に対する諮問機関としてスヴァールバル地域審議会(Det stedlige svalbardråd)が設けられ、住民にとって重要な問題を取り上げることができる場となった。1976年ノルウェー政府はSNSKの株式を取得し国営化した。スヴァールバルの予算は1971年から1985年で7倍になった。スヴァールバル地域審議会は1981年スヴァールバル理事会(Svalbardrådet)へと発展したが、地方自治に関しては1980年代を通じて大きな変化はなかった。
1990年代初頭まではすべてが炭鉱中心に回っていたが、次第にノルウェー本土の田舎町とあまり変わらない、家族が暮らす場所へと変わり始めた。1995年の国会決議を経て、スヴァールバル理事会の代わりに選挙による議会が統治する地域行政府(lokalstyre)を創設するという政府案が1999年に示された。この自治体の権限は近隣の居住地を含む土地利用計画に限られ、条約や環境に関連した問題については除外された。地域行政府は2002年に成立したが、実際には住民の大半が自治の導入に反対していた。
今日では観光、研究、高等教育を含む様々な仕事があり、水泳プール、体育館、飲み屋、ホテル、映画館などの様々な施設がある。石炭採掘にはのべ労働量の半分が充てられておりかつてより盛んになっているほどであるが、主な炭鉱はSveagruvaに移っており、従業員はロングイェールビーンから飛行機で通っている。ロングイェールビーン周辺には石炭産出関連の施設が残っている。第二次世界大戦で焼き払われたため多くは戦後のものであるが、中にはアメリカ時代からのものもある。
2021年1月、ノルウェー側の石炭採掘会社が石炭の採掘を完全に停止すると発表した。

### 年表
- 1901年 - John M. Longyear初めてスヴァールバルを訪れる
- 1904年 - John M. Longyearと共同経営者のFrederic AyerがTrondheim Spitsbergen Coal Companyを買収する
- 1905年 - Adventdalenでの試掘始まる
- 1906年 - 第1炭鉱開く。Longyear Cityができ越冬が始まる。
- 1918年 - スペイン風邪で鉱夫7名が死亡
- 1920年 - 第1炭鉱での粉塵爆発により26名が犠牲に。内国伝道団が子供の教育のため牧師を派遣する。
- 1921年 - 初代の教会ができる
- 1925年 - John Gerckens Bassøeがスヴァールバル総督に就任
- 1941年 - 住民疎開
- 1943年 - 戦艦Scharnhorstによる砲撃
- 1946年 - Nybyenできる
- 1948年 - Svalbard Postenの創刊号が壁新聞として貼り出される
- 1949年 - 本土との電話回線開通
- 1952年 - 第2炭鉱での爆発事故により6名が犠牲に。
- 1958年 - 第1炭鉱閉鎖
- 1965年 - 最初の保育園ができる
- 1971年 - 第3炭鉱操業開始。スヴァールバル地域審議会できる
- 1974年 - 常設の空港ができる（開港は翌年）
- 1976年 - 国がSNSKの株式を取得
- 1978年 - 本土との衛星回線開通
- 1981年 - 本土の自動電話交換網に接続。スヴァールバル理事会できる。
- 1982年 - 政府が病院と医療サービスを取得
- 1984年 - NRKのテレビが直接放送される
- 1985年 - ロータリークラブとライオンズクラブによる夜間チャーター便が就航
- 1995年 - 住民登録制度はじまる
- 1996年 - EISCATスヴァールバルレーダー開設。第3炭鉱枯渇。
- 2002年 - Longyearbyen地域行政府が成立
- 2003年 - 本土との光ファイバーケーブルが接続される
- 2006年 - Svalbard research park開設
- 2007年 - Svalbard空港に新ターミナルができる
- 2008年 - ロングイェールビーンの南100kmを震源とする地震(M6.2)（2月21日）
- 2021年 - SNSKがロングイェールビーンにおける石炭の採掘を完全に停止すると発表（1月）

## 宗教

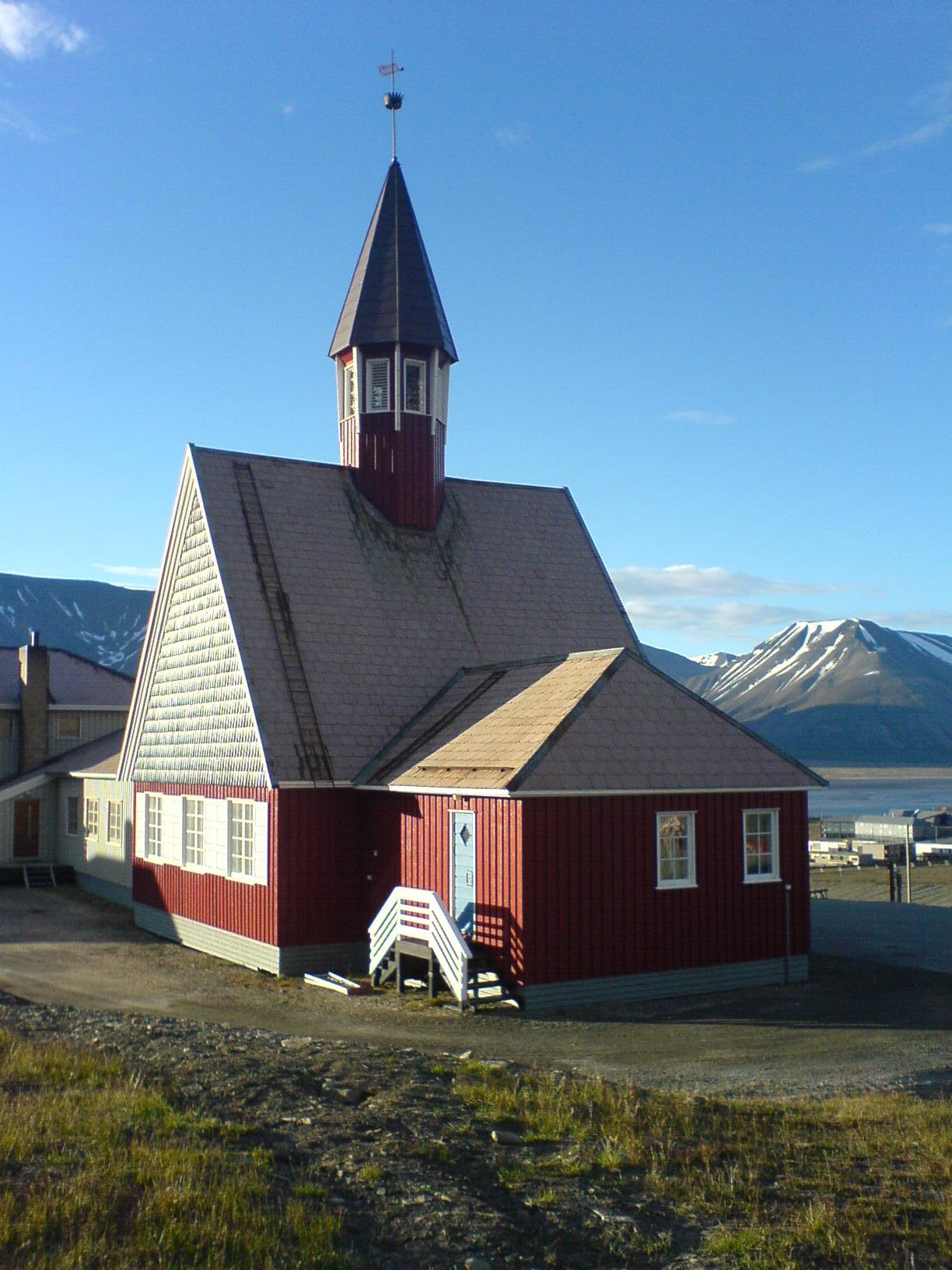
スヴァールバル教会

スヴァールバル教会は、スヴァールバル諸島で唯一、かつ世界最北の教会である。元々はスピッツベルゲン救世主教会(Vår frelsers kirke på Spitsbergen)という教会があり、これは1921年にわずか50日間で建てられSNSKと内国伝道団により運営されていたが、1943年のドイツ軍による砲撃で焼けた。現在のスヴァールバル教会は1958年に再建されたものである。
ノルウェーの教会は一般にノルウェー国教会の教区に属し各自治体が運営と維持に責任を持っているのに対し、スヴァールバル教会は国営であり、法務・警察省(Justis- og politidepartementet)の予算で運営され、国有建造物管理局(Statsbygg)が管理しているという点で独特である。ノルウェーの法律は一部の基本的な法律（民法・刑法・刑事訴訟法など）を除いてスヴァールバル諸島には適用されないため、教会法も適用されない。
ロシアの炭鉱町バレンツブルクとポーランドの研究基地Hornsundに対しても、それぞれ正教会やノルウェーのカトリック教会と協調して教会としての機能を果たしている。

## 教育

### 保育園
ロングイェールビーンには普通の保育園が2つと家庭保育園があり、計103名の児童が通っている（2004年）。本土の保育サービスが自治体の援助で行われるのに対し、スヴァールバルでは子ども・平等・社会省の支援を受けている。本土の保育園法はスヴァールバルには適用されないが、子ども・平等・社会省の支援条件として同様の枠組みが用いられている。

### ロングイェールビーン・スクール
ロングイェールビーン・スクールはスヴァールバル諸島における初等・中等教育を担う学校である。SNSKが操業を始めた年から教育がはじまり、1921年に教会ができると、その一室が教室となる。
1937年には制度化され、翌年独自の校舎ができた。第二次世界大戦中にはイギリスに疎開して教育が続けられた。戦後人々が戻ってきたとき校舎は焼けていたが、1951年にできた新議事堂に移り、さらに1971年には新校舎が落成した。学校運営は1976年にSNSKから教会・教育・研究省へ、2007年からは地方行政府へと移管された。初等教育、学童保育、中等教育にそれぞれ224、62、24名の児童がいる。

### 大学センター

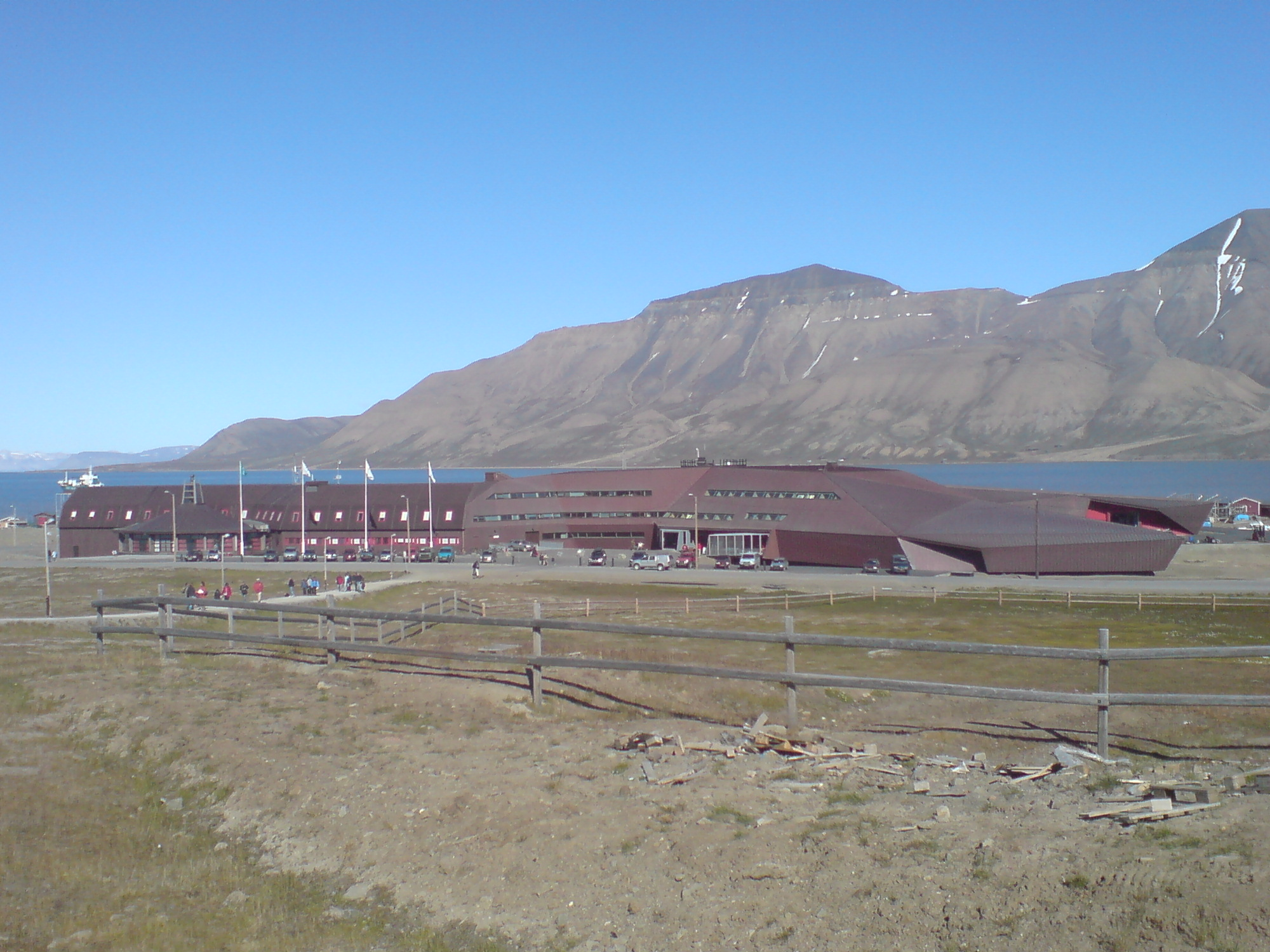
大学センター

1993年秋、スヴァールバル大学教育課程(Universitetsstudia på Svalbard; UNIS)が開設された。その後スヴァールバル大学センター(Universitetssenteret på Svalbard)と改称し独立した組織になったが、もともとオスロ大学、ベルゲン大学、トロンハイム大学、トロムソ大学を基礎としてできた組織である。2006年4月にはスヴァールバル・リサーチパークの中に移転した。
世界最北の高等教育機関であり、北極圏に関する生物学、地質学、地球物理学、工学などの課程があり、学士、修士、博士の学位を授与している。教育は英語で行われ、およそ350名の学生のうち半数がノルウェー、残り半数以上は北欧諸国の出身である。20名の常勤の教授、21名の助教、120名の客員講師らがいる。

### 研究

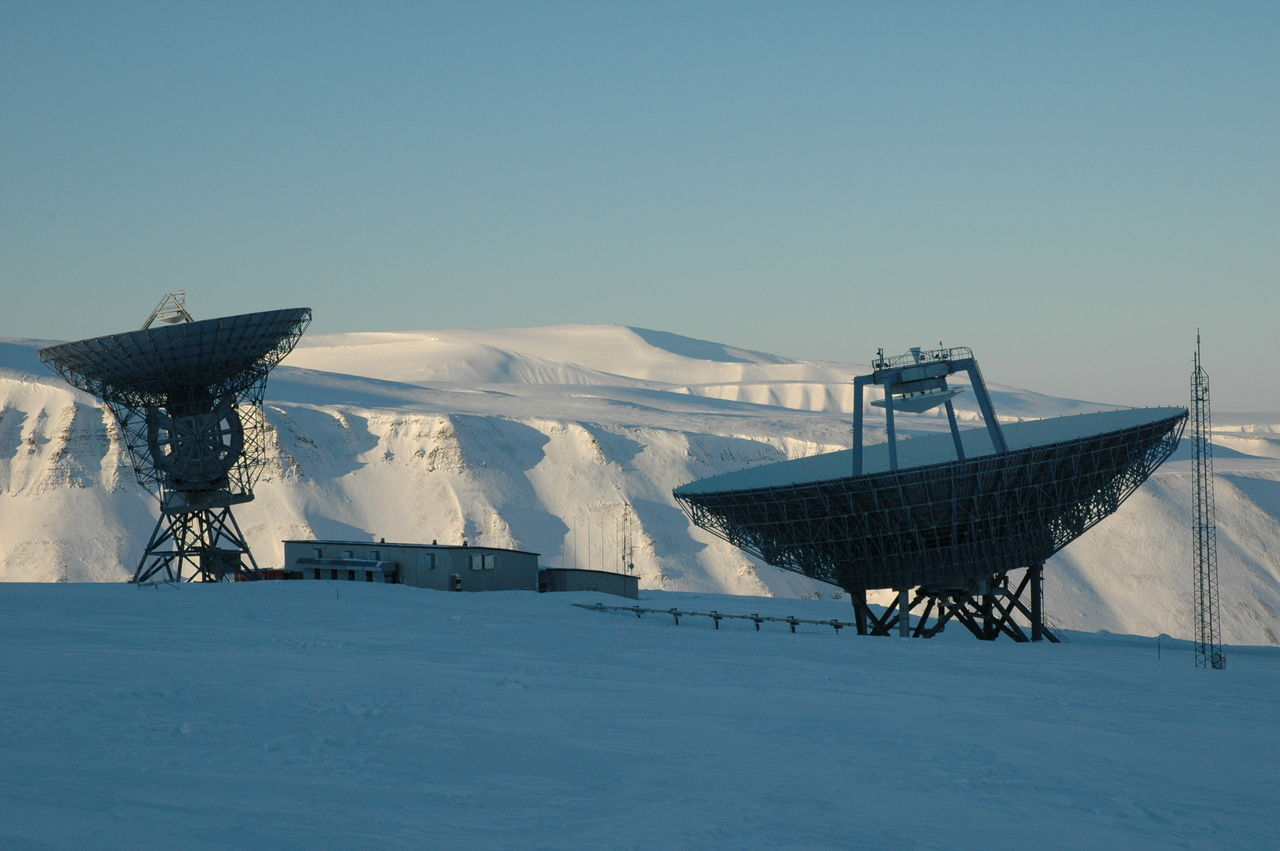
EISCATのレーダー

1990年代ノルウェー政府はロングイェールビーンに石炭採鉱以外の活動を創出したいと考え、研究と観光に集中することになった。今では研究と高等教育は地域経済の柱の1つとなり、直接的にも間接的にも多くの新たな雇用が創出された。中核となるのはスヴァールバル・リサーチパーク、EISCATスヴァールバル・レーダー、スヴァールバル衛星通信局、UNIS、ノルウェー極地研究所である。さらにノルウェーと国際的研究との調整をするスヴァールバル・サイエンスフォーラムができた。
スヴァールバル・リサーチパークは極圏の研究や教育についての問題をロングイェールビーンに存在する研究者同士の国際協調によって解決する目的がある。フィールド調査などを行う共通のインフラなどが用意されている。
欧州非干渉散乱(EISCAT)は国際的な共同研究組織であり、ロングイェールビーンから8km東のBreinosa山にレーダー施設を運営している。半径32mの可動式パラボラと、地球の磁場の方向へ向けた半径42m固定式のパラボラの2基のアンテナからなる。このレーダーは大気、特にオーロラやオゾンの研究に用いられている。
スヴァールバル衛星通信局(SvalSat)はロングイェールビーンの西側、スヴァールバル空港を見下ろす台地にある世界最北の衛星地上局で、極軌道衛星の制御やデータ受信を行っている。Kongsberg衛星サービスとEUMETSATのアンテナが2基ずつ、NASAとNOAAが1基ずつ、計6基のアンテナがある。またこの通信局は、南極のドロンニング・モード・ランドにあるTrollSat衛星通信局との組み合わせにより、世界で唯一極軌道衛星と毎周回接続できる衛星通信局となっている。
さらにグローバル作物多様性トラストが管理するスヴァールバル世界種子貯蔵庫が存在する。この保存庫は温暖化、洪水、大火、核戦争といった自然ないし人的な災害から保護されるように設計されている。周囲から隔絶していることと、永久凍土の中で温度が安定していることからこの地が選ばれた。

## 通信・メディア

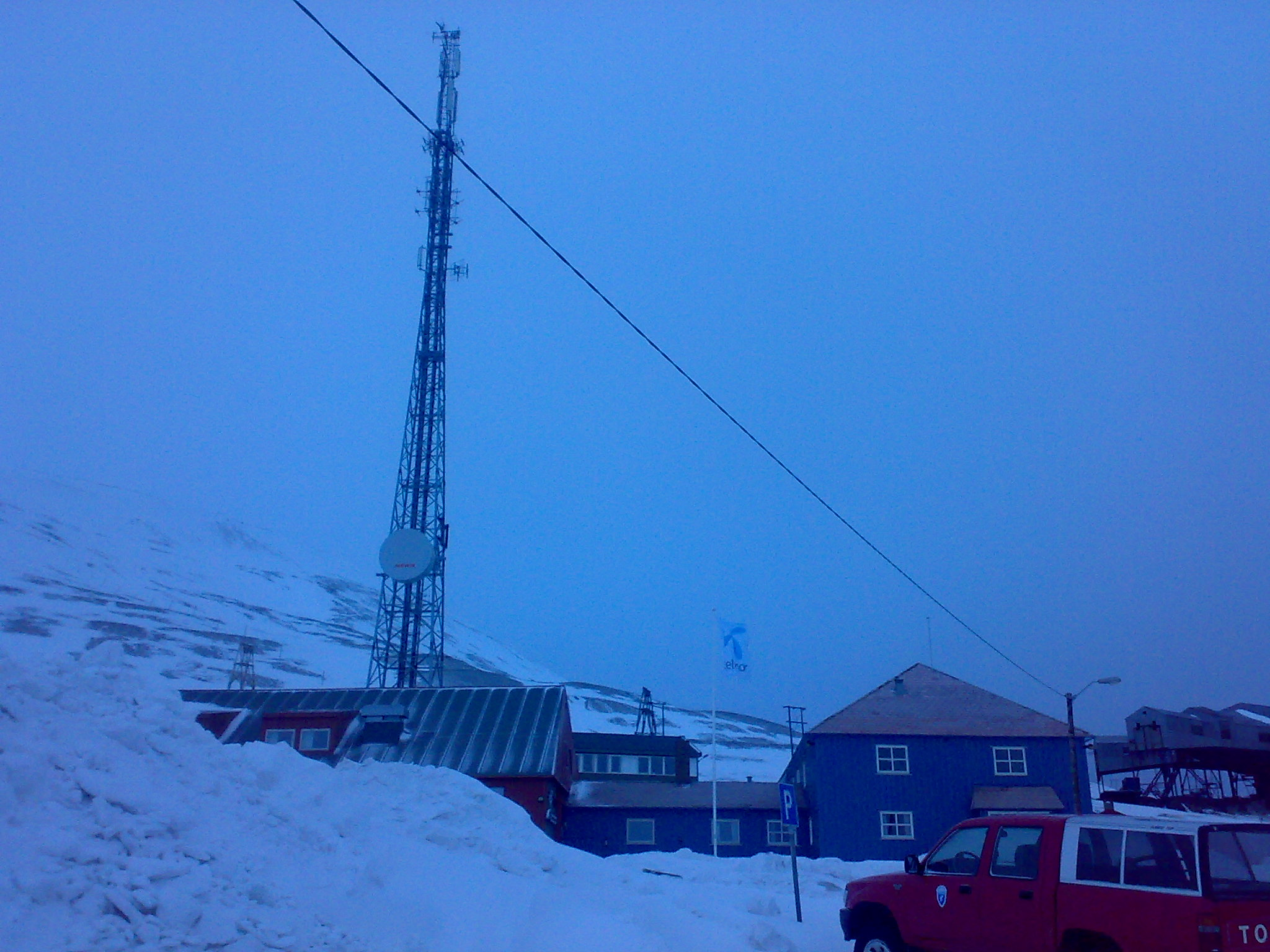
Skjæringa地区にあるTelenor Svalbardは、1930年にスヴァールバル・ラジオとして設立された。この鉄塔からはテレビ、ラジオ放送、GSM携帯電話およびモバイル・ブロードバンドの電波が送信されている。

ノルウェー郵便の郵便局がメインストリートの銀行と同じ建物にある。郵便番号は9170と9171。
Svalbardpostenは世界最北の週刊新聞である。1948年に4ページの壁新聞として始まったが、現在はトロムソで印刷されて毎週金曜日に発行されている。1996年と2000年にLandslaget for Lokalaviser（ノルウェー地方紙協会）のÅrets lokalavis（地方紙・オブ・ザ・イヤー）に選出されている。
ノルウェー宇宙センターの海底光ケーブルがハーシュタからスヴァールバルへひかれている。通信容量は20Gbpsであるが、設計上は最大2500Gbpsまで拡張可能となっている。主な顧客はSvalSatをはじめとするスヴァールバルの研究施設群であるが、帯域の一部を使ってTelenorが一般向けの通信サービスを提供している。インターネットの他にIPベースの電話とテレビが使えるトリプルプレイと呼ばれるサービスがあり、これによってCanal Digitalの衛星放送35チャンネルや、ラジオ放送とそのオンデマンド音楽サービスなども利用可能である。ロングイェールビーンとスピッツベルゲン島の他の居住地との間は30-155 Mbit/sの無線で接続されている。
GSM携帯電話はロングイェールビーンと、アドベント谷およびイース・フィヨルドの大部分、Svea炭鉱との間のRein谷が圏内である。2003年に第3世代携帯電話UMTSが導入され、2008年にはモバイルブロードバンド接続HSDPAが導入された。スヴァールバールは電子通信法の適用を受けないが、Telenorが本土と同様NetComに対してホスティングを行っておりNetComのサービスエリアはTelenorと同じになっている。
1949年からハーシュタ・ラジオの短波を使った無線電話があったが、1979年にイースフィヨルド・ラジオによる世界最北の静止衛星地上局が開設され、衛星電話回線で電話網に接続された。この電話回線の１つを使ってノルウェー放送協会(NRK)のラジオ番組が送信された。NRKテレビは1984年12月22日にユーテルサットI-F2を使った放送網にスヴァールバルを接続し、ヨーロッパで初めて衛星生放送を行った。それ以前はビデオテープで送られた2週間遅れの番組を地元放送局が放送していた。SvalSat地上局は極軌道衛星と通信するには絶好の場所であったが、光ファイバーネットワークに接続しておらずデータを静止衛星経由で転送する必要があった。そこで2002年にトロムソからスヴァールバルへ海底ケーブルを敷設する計画が立ち上がった。結局トロール船が活動していない水域ということで本土側がハーシュタに変更され、2003年夏にケーブルが敷設され翌年使用開始された。

## 交通

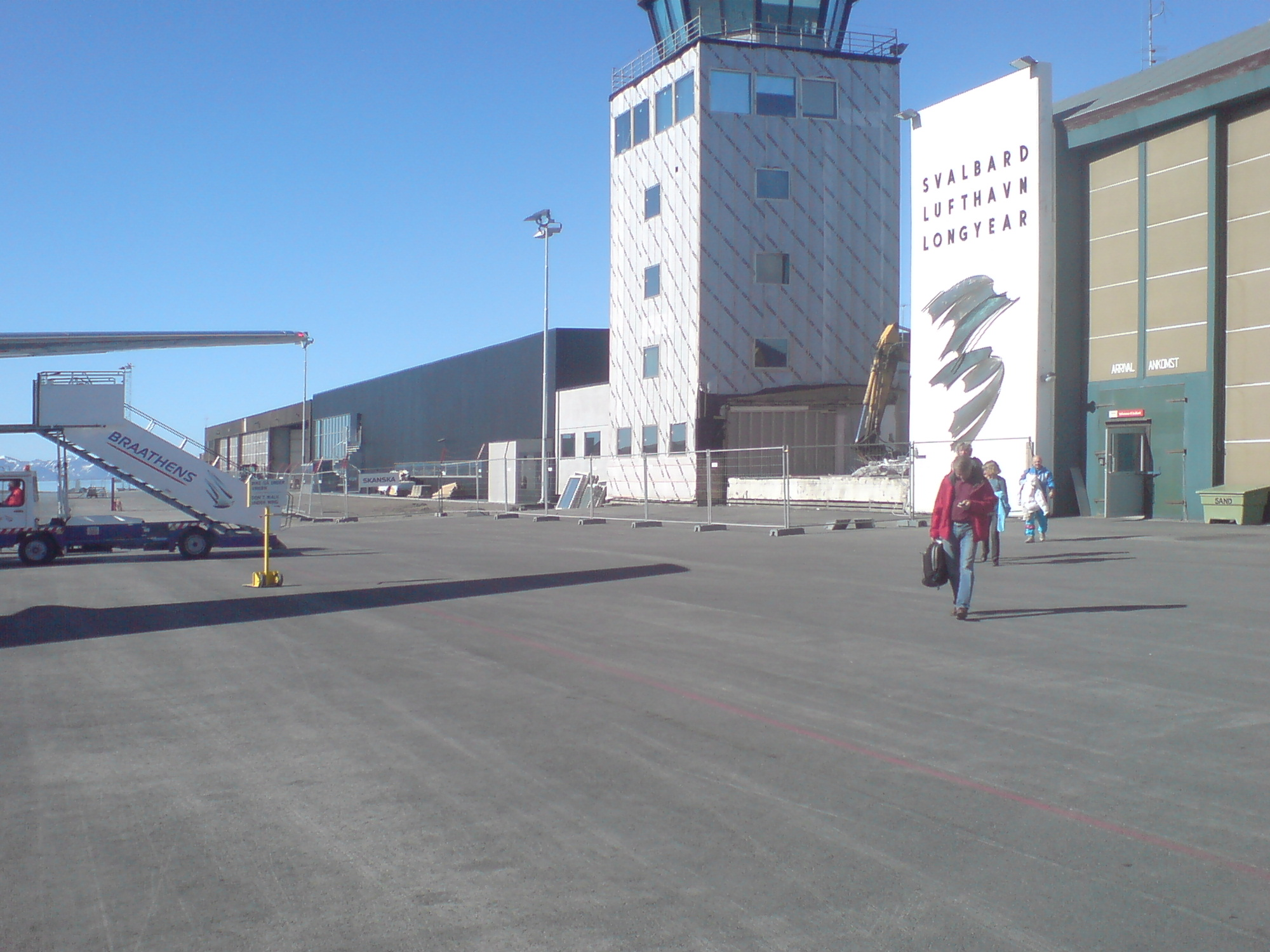
スヴァールバル空港

ロングイェールビーンの西側にあるスヴァールバル空港には、本土から通年で航空便が就航している。スピッツベルゲン島には居住地と居住地を結ぶような長距離道路がなく、夏には船で、冬にはスノーモービルで移動することになるが、Sveagruvaとニーオーレスンへは定期航空便もある。ロシアの石炭会社があるバレンツブルクにはヘリコプター基地があり、スヴァールバル空港から従業員を輸送している。
スヴァールバルに最初に空港ができたのは1958年で、アドベント谷の凍ったツンドラを滑走路に使ったものだった。最初は空軍のCatalinaが、翌年には郵便飛行機が、その翌年には旅客機が飛ぶようになったが、滑走路が凍ったツンドラだったので冬にしか運航できなかった。通年利用できる空港の需要が増し、1973年に新たに滑走路の建造が始まり、1975年9月2日に公式に開港した。
その年Lille julaftenに「スヴァールバル妻問題」が起きる。空港のソビエト人係官の妻3人がスヴァールバルに来たが、ノルウェー当局は契約になく、またノルウェー人労働者は配偶者を連れてきていないので不公平だとして許可しなかった。ノルウェー人の居住地では住居不足が深刻だったのである。4月10日になって、ノルウェーはエアロフロートの人員を当初の通りロングイェールビーンに受け入れるが、配偶者もその数の中に数えるということで解決した。
2007年12月10日、1億2000万クローネかけた新しいターミナルができた。
トロムソから航空便で1時間半、船だと2日かかる。

## 行政

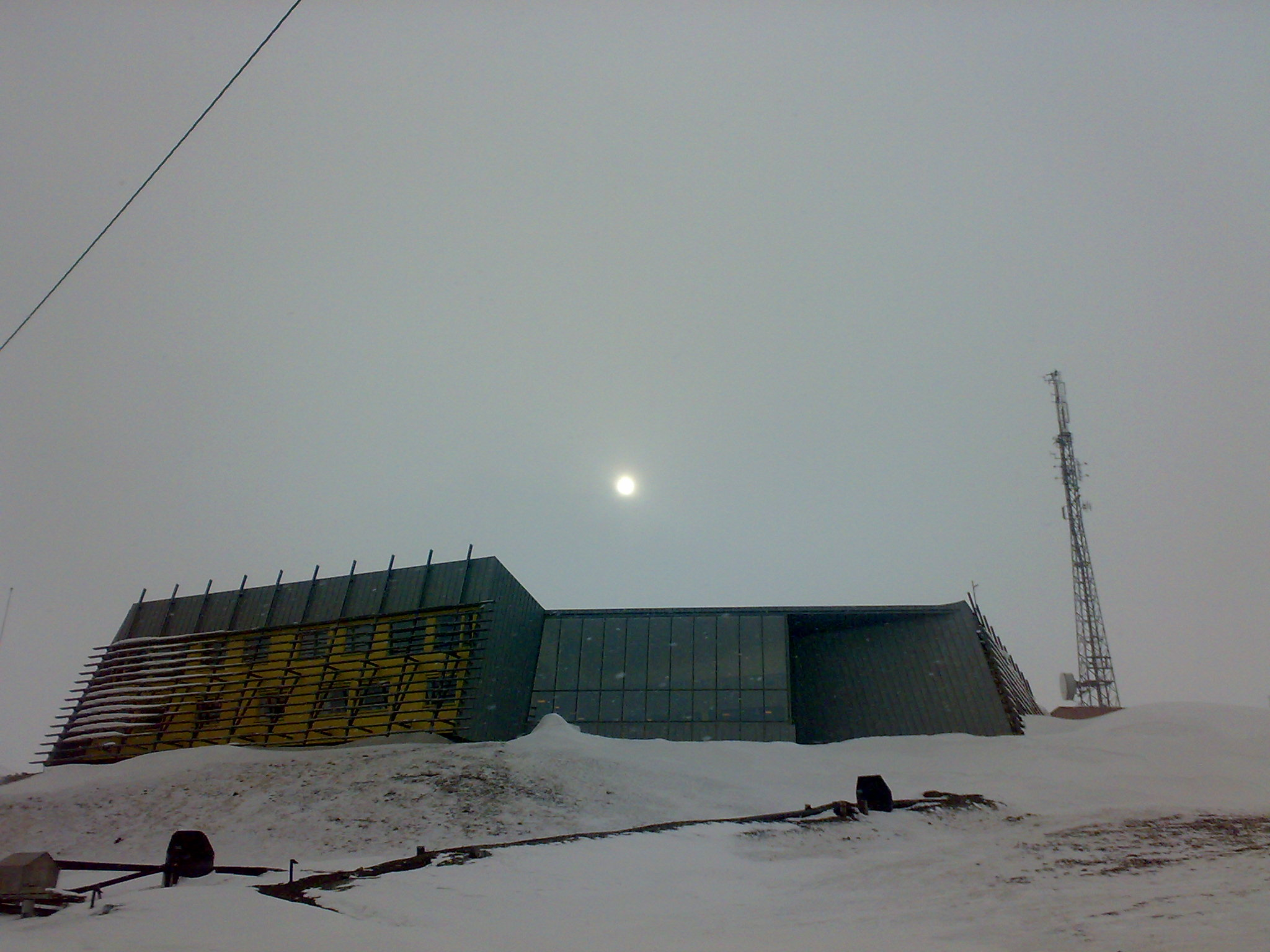
新しい総督府庁舎

1925年に領有権が確定した際、スヴァールバルを独立の県ないし自治体にするという提案は国会で支持されず、代わりに王が任命する政府の代理人たる総督による特別な行政体制が選ばれた。
2002年になって選挙による議会が統治する地域行政府(lokalstyre)が創設された。地域行政府は、町のインフラ（電力・水道・道路・港湾・消防など）、土地利用計画、教育や福祉（プールや映画館など）などを担う。地域議会は15名の議員で構成され、4年ごと10月に選挙が行われる。選挙権・被選挙権はノルウェー人、その年3月末に居住していた北欧諸国の市民、3年以上居住するそれ以外の外国人のうち、ロングイェールビーンに住民登録している18歳以上の者に与えられる。
2006年にノルウェー都市・地域問題研究所(Norsk institutt for by- og regionforskning)が地域行政府制度の評価をしたところ、地域行政府への信頼はあまり高くなく、多くの住民が自治はうまく機能していないと考えていた。住民の半数、特にスヴァールバルに長く住む人ほどこの制度に反対していた。
2007年10月21日22日の地域議会選挙には5つの党派が参加し、有権者数は1563人、投票率は40.27％だった。各党派の議席数は、労働党7、連立候補者名簿4、保守党3、スヴァールバル地域候補者名簿1、進歩党0となった。

## 人口統計
ロングイェールビーンはかつて男性中心の炭鉱町だったが、近年では女性や子どもが増えて本土と比べても「普通の」町になりつつある。保育園や学校もある。それでも20歳未満の子どもや65歳以上の高齢者の割合は、まだノルウェー本土と比べて少なく25％に満たない。
スヴァールバルに住むノルウェー人は、本土の自治体の住民として登録されており、そこで投票などを行う。およそ半数が、北部4県の自治体の住民として登録されている。一方、1995年からスヴァールバルにも住民登録制度ができた。転入・転出の際には（国際的な移住も含め）届け出る必要がある。雇用主は毎年税務署にスヴァールバルに居住する従業員のリストを提出しなければいけない。
2008年末の人口はおよそ2060人であり、そのうちおよそ6分の1はノルウェー以外の国籍を持つ。代表的な国籍はタイ、スウェーデン、デンマーク、ドイツ、ロシア、ウクライナである。

## 産業

### 石炭
石炭採掘は今でも大きな役割を持っている。SNSKは2つの炭鉱（ロングイェールビーン第7とスウェア）を操業しており、町の人口の半分は炭鉱で従事している。
現在ロングイェールビーンの採鉱活動は、町から1マイルほど東へ行った第7炭鉱で行われている。
年間6万トン産出する石炭はトラックで町に運ばれ、その大半はノルウェー唯一の石炭発電所であるロングイェール発電所で使われる。それ以外はHotellnesetの港に送られる。炭鉱は機械化されており、最後まで人力で採鉱されていた第3炭鉱は1996年に閉坑になった。

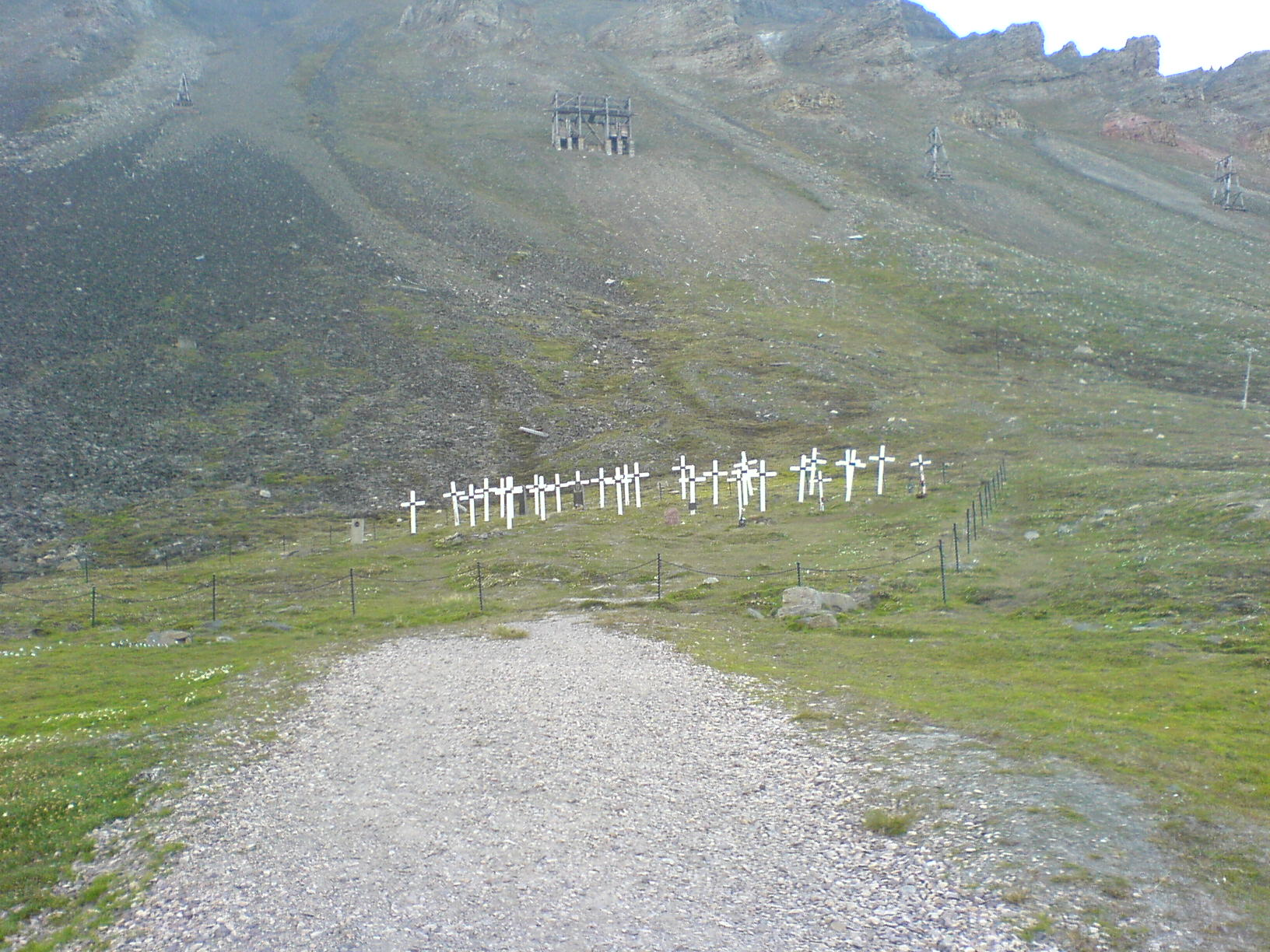
第1炭鉱の粉塵爆発の犠牲者26名と1918年にスペイン風邪で死んだ7名が埋葬された墓地

第1炭鉱はアメリカ人の炭鉱とも呼ばれるロングイェールビーン最初の炭鉱で、1906年に開かれ1958年に閉じられた。ロングイェール谷の北側にある。1920年1月3日夜に粉塵爆発があり26名の鉱夫が犠牲になったことで閉鎖された。
谷の南側にある第2炭鉱は1913年に採掘準備が始まり、実際に産出が始まったのは1921年のことである。しかし第2炭鉱の地質条件は次第に難しくなり操業は1938年に止まってしまった。
会社はなんとかして操業を続けようと第1炭鉱の採掘を再開することにした。
入坑口は谷の奥へと移動し1939年から採鉱が始まり、1B炭鉱と呼ばれるようになった。
同時に入坑口の近くにSverdrupbyenという集落ができた。
1B炭鉱の操業は次第に地質条件が難しくなり、1950年から1958年は採掘準備のためだけに掘り続けていた。
1958年石炭価格が下落し操業効率を上げる必要があるという観点から閉坑となった。
1B炭鉱の内部はその後1960年代後半までは、飲料水を貯蔵するために使われた。

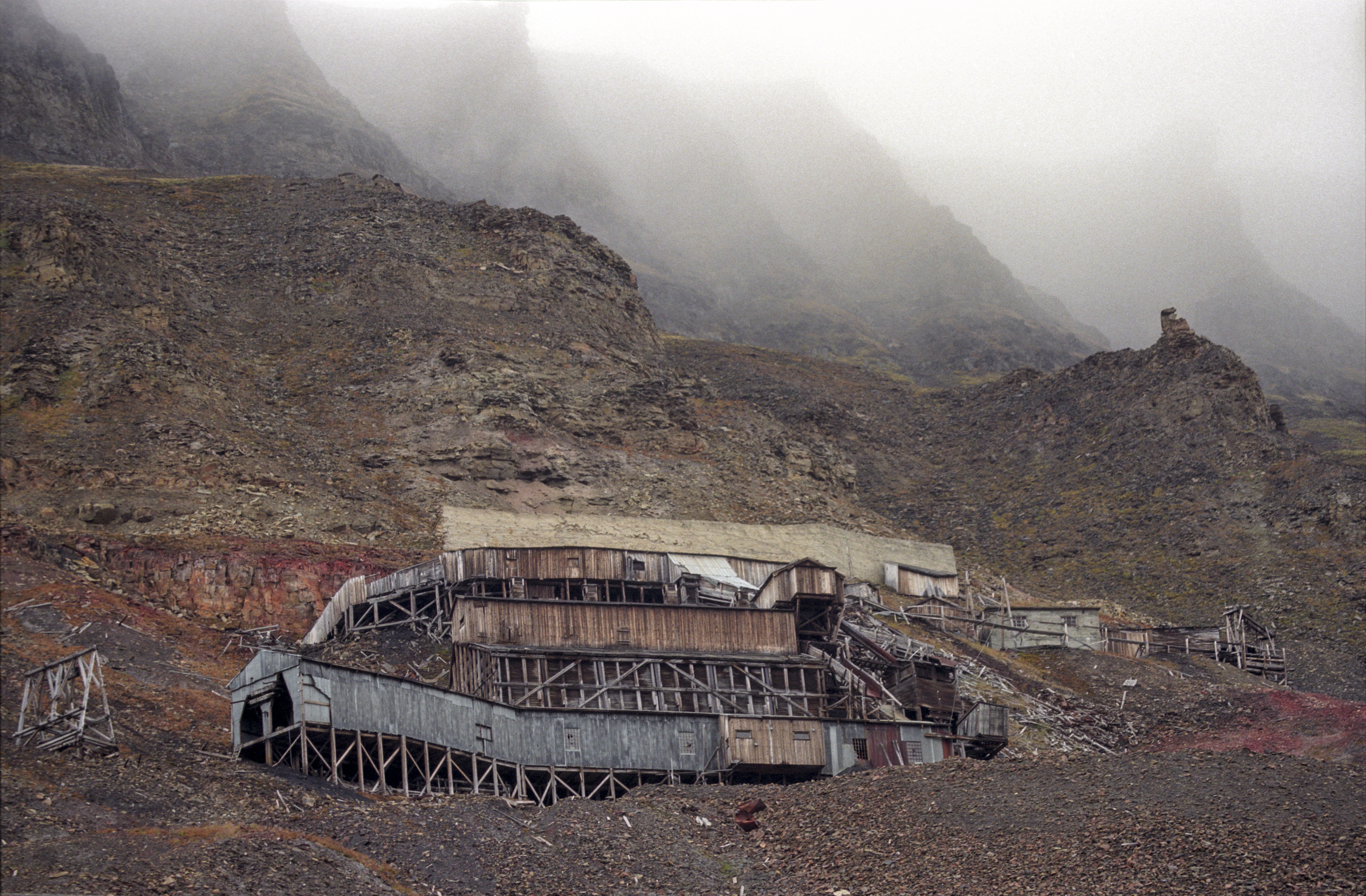
第2炭鉱の新しい入坑口

第2炭鉱は数年のあいだよく産出していたが1930年代になると坑道が長くなり輸送できる限界を超えてしまった。1937年に最初の入坑口からの産出がおわり、谷の奥のNybyenの近くに新たな入坑口が作られた。第二次世界大戦中の1943年、第2炭鉱はドイツの戦艦シャルンホルストの砲撃により火がつき1962年まで燃え続けた。戦後、第2炭鉱での操業が再開し1947年に産出が始まった。1952年ガス爆発があり6名の鉱夫が犠牲になった。第5炭鉱が開かれかつ石炭価格が下落したため1960年から1964年にかけて操業中断していた。その後、操業は再開されたが1968年に終わった。
空港の山側の第3炭鉱の採掘準備は1969年に始まり、
産出は1971年に始まり、1976年度には第3炭鉱だけでSNSKの石炭産出の半分になるほどだった。
1996年に産出がとまり操業停止となった。
第4炭鉱は規模が最小で、産出効率が低いためにわずか２年で1970年に閉鎖された。
第2炭鉱のベルトコンベアを使って石炭を取り出していた。
第5炭鉱はロングイェール谷からおよそ10km東へ行ったエン谷にあり、町から離れた所で採掘された最初の炭鉱である。
まず道路を敷設し、電線と電話線をひいてから採掘準備が始まった。
埠頭から炭鉱への道路は1957年に完成し、この年に採掘準備が始まった。
翌年炭鉱へのリフトができ重機が導入された。
石炭の産出は1959年にはじまり1972年枯渇により閉鎖された。
第6炭鉱の採掘準備は1967年に始まり1969年から産出された。
1981年、石炭を取り尽くしたわけではないが産出は終了した。
石炭の残量は38万トンと見積もられている。
この炭鉱の石炭は熱量が小さい。
第7炭鉱はアドベント谷の奥、Bolter谷とFox谷の間にあり、ロングイェールビーンで現在も操業中の唯一の炭鉱である。
探鉱と採掘準備に数年をかけ、1976年から産出している。
1978年産出が中断し、ベルトコンベアや輸送機器の修理が終わった1981年から再開している。
1920年に石炭発電所ができてから電力供給は安定した。
1982年に地域熱供給ネットワーク付きのより近代的な石炭発電所に置き換わった。
年間108ギガワット時のうち、55GWhが電力、53GWｈが地域熱供給として使われている。
またここでUNISによる砂岩にCO2を注入する研究が行われている。

### 観光

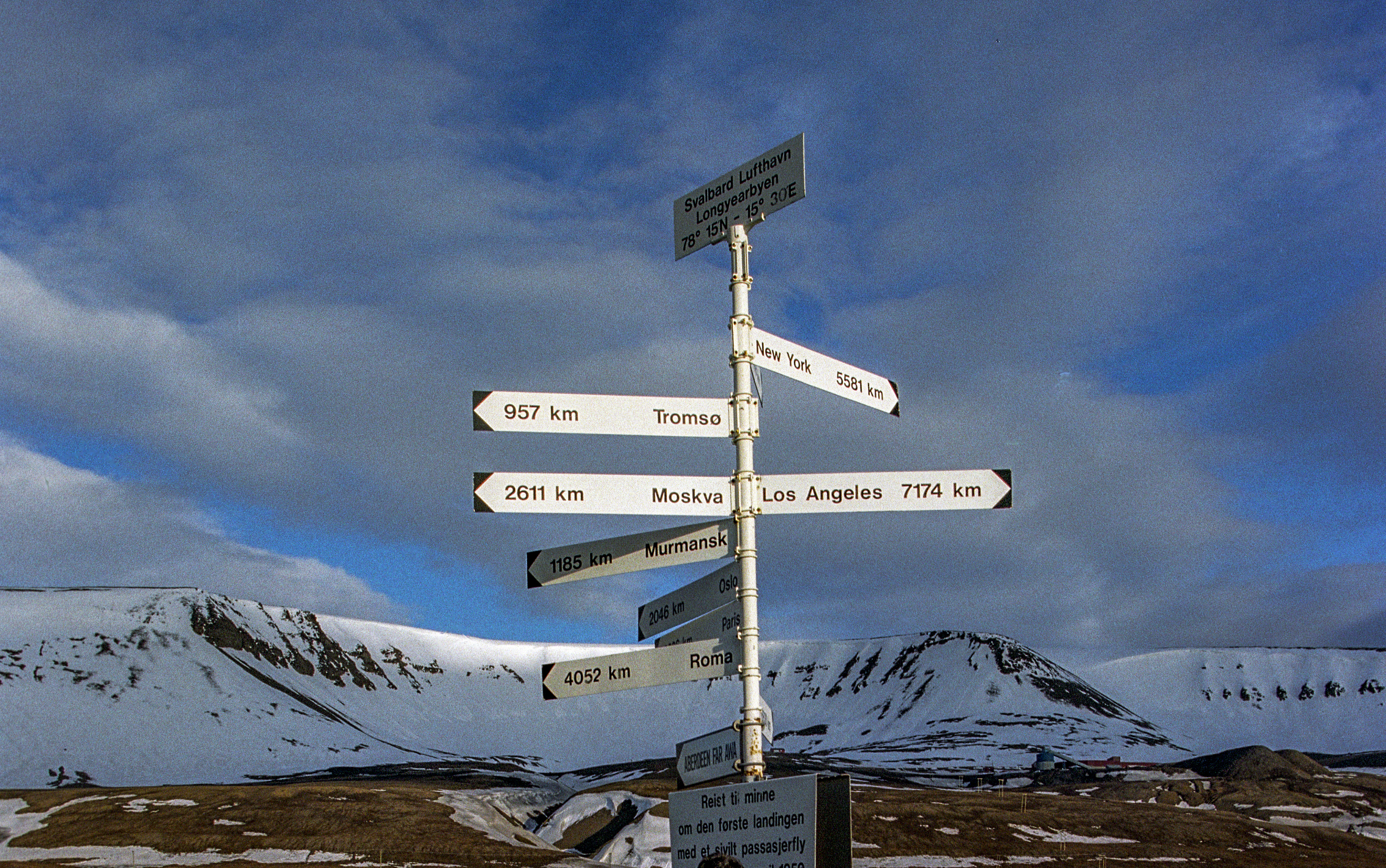
スヴァールバル空港にある世界の都市への距離を示す標識

観光客は主に春から夏にかけて訪れ、2月から11月までいくつかの旅行企画会社が様々なガイドツアーを提供している。春はスノーモービルを特別な許可なしで運転できるノルウェーでは珍しい場所であることから非常に人気がある。ただし環境保護のため立ち入りできない場所も多くある。
ロングイェールビーンのすぐ西にスヴァールバル空港がある。トロムソやオスロへの定期便が就航していて、年間12万人が利用している（2007年）。ロングイェールビーンは現在誰もが飛行機で行くことのできる世界最北の地であり、それに伴って様々な世界最北が存在する。教会、大学、ロータリークラブ、銀行、ATM、病院、幼稚園、公立図書館、ナイトクラブ、パブ、学校、スーパーマーケット、観光案内所、定期便のある空港、バス停、港湾、タクシー乗り場、ギャラリー、映画館などなどである。
1950年代にはホッキョクグマハンティングの時代になる。1973年に保護されるまでに、およそ700頭のホッキョクグマが観光の名の下に狩られた。現代でも町から出る際にはホッキョクグマの襲撃に備え、銃の携行が義務づけられている。
かつてスヴァールバルへの観光は客船旅行が主で、1970年代初頭には年間5～6千人の客船旅行客が訪れていた。しかし1975年にスヴァールバル空港ができたことで、住民と観光客の双方に大きな変化がおきた。1985年になって若干の生鮮食品が滞在者向けの商店で手に入るようになり、観光客向けの宿泊施設ができるのにさらに数年を要したが、1990年代以降は観光業は急成長を遂げている。現在では年間4万人の観光客がロングイェールビーンを訪れているが、それでもNordkalotten（スカンジナビア半島北部）全体の1％に満たない。平均滞在期間は2.2日である。8割はノルウェー本土からの観光客であり、外国からはスウェーデン、デンマーク、ドイツ、イギリスなどが多い。
スヴァールバルは免税地域であり、ノルウェー本土との物品の輸送については外国としての扱いを受ける。